# OETA
OETA(영어: Occupied Enemy Territory Administration)는 전쟁에서 점령한 적의 식민지 영토를 관리하기 위해 연합군 당국에 의해 설정된 2가지의 20세기 행정에 부여된 이름이다. 원래 OETA는 오스만 제국의 아랍 지역을 관리하기 위해 제1차 세계 대전 동안 설립된 것이었다. 유럽 내에서 연합군의 군사당국은 AMGOT라는 이름을 사용했는데 이는 "Allied Military Government for Occupied"의 줄임말이다. 이 형식을 사용하여 연합군은 유고슬라비아, 알바니아, 아드리아해, 그리스 등의 지역에 대한 관리방법을 신속하게 정할 수 있었다.

## 군 관리자
'남부 OETA'
- 1917년 12월.- 1918년 6월: 야전 사령관 에드먼드 알렌

이집트 원정군에 명령을 하달할 때 그는 신속하게 적절한 직원과 정부의 지명으로 이집트 위임에 관련된 정치 및 행정의 문제를 떠나 현장에서 군대와 합류했다. 점령된 오스만 영토는 관리가 필요했고, 정부는 알렌을 팔레스타인의 최고 관리자로 임명했다.
그는 예루살렘, 자파, 마즈달, 브엘세바의 4지구로 국가를 분할하여 관리하였는데, 이렇게 관리하는 동안에 사람들의 요구사항을 따라 곡물 종자를 제공하고, 실시간으로 사람들에게 배포되며 부족한 종자는 수입해서 보충하였다.
그리고 그는 금융을 육군 은행을 통해 쉽게 처리할 수 있도록 하였고, 안정적인 통화가 설정되었고 우편서비스도 복원되었다. 그러면서도 알렌은 "자신의 소임을 다하는 것 뿐이다"이라고 했다.
- 1918년 6월 - 1919년 6월 : 아서 윙그람 소장
- 1919년 6월 - 1919년 12월 : H. D. 왓슨 소장
- 1919년 12월 - 1920년 7월 : 루이스 볼스